# CLiki
CLiki es un WikiWiki escrito en Common Lisp. También es un sitio web que utiliza el software teniendo como tema principal el lenguaje COmman Lisp.
El programa CLiki es un software libre distribuido bajo licencia MIT. Para instalarlo es necesario instalar el servidor web Araneida que a su vez utiliza la biblioteca para redes de SBCL. 